# SN 1997bj
SN 1997bj – supernowa typu Ia odkryta 9 marca 1997 roku w galaktyce A104226+0001. W momencie odkrycia miała maksymalną jasność 21,80m.